# Maria Kalabińska

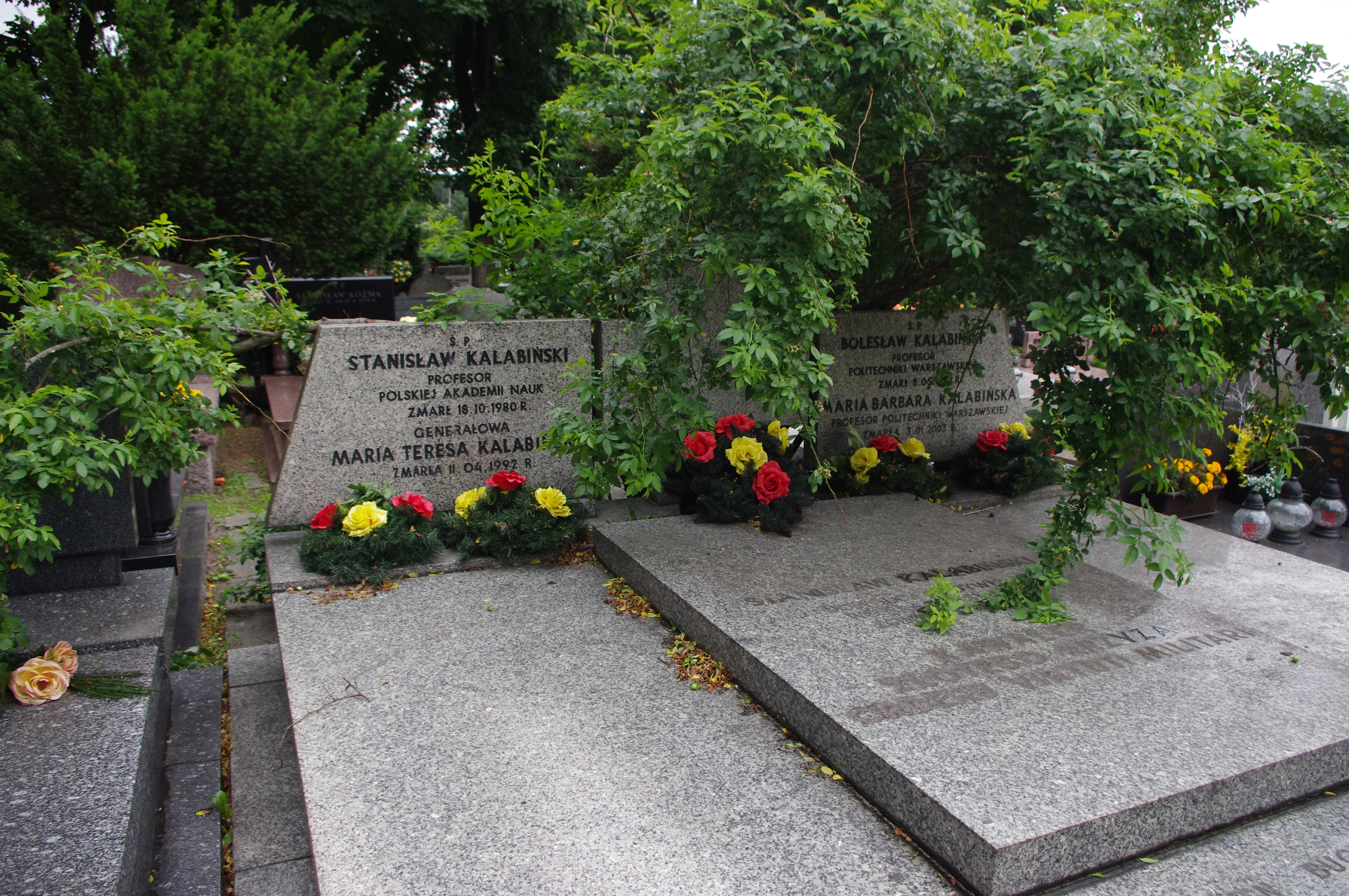
Grób prof. Marii Kalabińskiej, płk. Stanisława Kalabińskiego, prof. Stanisława Kalabińskiego, prof. Bolesława Kalabińskiego i Marii Teresy Kalabińskiej na Cmentarzu Wojskowym na Powązkach w Warszawie

Maria Barbara Kalabińska z domu Chmielowiec (ur. 1926, zm. 3 stycznia 2003 w Warszawie) – polska chemik i technolog materiałów drogowych, prof. dr. hab. Politechniki Warszawskiej.
W 1951 ukończyła studia matematyczno-fizykochemiczne na Uniwersytecie Jagiellońskim i rozpoczęła pracę asystenta w Instytucie Techniki Budowlanej w dziale badań bitumów. Cztery lata później otrzymała stanowisko starszego asystenta w Katedrze Chemii i Technologii Materiałów Budowlanych Politechniki Warszawskiej, gdzie prowadziła prace badawcze pod kierunkiem prof. Włodzimierza Skalmowskiego nad zastosowaniem bitumów w budownictwie drogowym. W 1963 uzyskała stopień doktora nauk technicznych, a w 1974 została doktorem habilitowanym i została docentem w Zakładzie Technologii i Organizacji Produkcji Budowlanej. Przedmiotem jej prac naukowych stała się reologia asfaltów, a w późniejszym czasie reologia kompozytów mineralno-asfaltowych. Wynikiem prac miało być zwiększenie wytrzymałości nawierzchni drogowych. Maria Kalabińska w 1975 opracowała na potrzeby Ministerstwa Komunikacji i Centralnego Zarządu Dróg Publicznych nowatorską (jak na ówczesne czasy) metodę badania właściwości reologicznych mieszanek asfaltowych, kryteria oceniania jakości i charakterystykę właściwości reologicznych stosowanych w Polsce asfaltów parafinowych. W 1982 napisała monografię "Reologia asfaltów i mas mineralno-asfaltowych", ponadto stworzyła liczne ekspertyzy, prace patentowe i recenzje, opiniowała liczne projekty związane z budownictwem drogowym. W 1992 została profesorem nauk technicznych.
Zmarła 3 stycznia 2003, spoczywa na Cmentarzu Wojskowym na Powązkach (kw. 39B-1-4/5).